# Ártánd
Ártánd község Hajdú-Bihar vármegyében, a Berettyóújfalui járásban.

## Fekvése
A Bihari-síkon, a magyar-román határ mellett fekszik, Biharkeresztes város keleti szomszédságában, utóbbihoz olyan közel, hogy belterületeik összeérnek. További szomszédai: észak felől Nagykereki, északkelet felől ez előbbi Nagyzomlin nevű, különálló településrésze, északnyugat felől pedig Bedő. Kelet és dél felől a romániai Nagyvárad agglomerációjához tartozó települések határolják, a legközelebbi szomszédja Bors.
A település jellege síkvidéki, többutcás útifalu.
Itt található – a központtól mintegy három kilométerre keletre – Magyarország egyik legforgalmasabb közúti határátkelőhelye Románia felé.

### Megközelítése
A község területén végighúzódik nyugat-keleti irányban a 42-es főút, így az ország távolabbi részei felől ez aleginkább kézenfekvő közúti megközelítési útvonala. A főút azonban az itteni lakott területeket északról elkerüli, központján csak a Biharkeresztes belvárosától idáig húzódó 4218-as út vezet keresztül.
A hazai vasútvonalak közül a Püspökladány–Biharkeresztes-vasútvonal érinti a települést, de megállási pontja itt nincsen; a legközelebbi vasúti csatlakozási lehetőség ugyanezen vonal Biharkeresztes vasútállomása.

## Története
Árpád-kori település, első fennmaradt írásos említése egy 1075-ből való adományozó levélben található, melyben I. Géza király a falut a garamszentbenedeki apátságnak adta 120 házával együtt. A 13. században egyházas hely volt. A török hódoltság idején elnéptelenedett, s csak a 18. században kezdett újra benépesülni. 1849 augusztusában itt tárgyalt Poeltenberg Ernő honvéd vezérőrnagy Rüdiger orosz tábornokkal a magyar sereg fegyverletételéről.

## Közélete

### Polgármesterei
| Időszak   | Polgármester | Párt      |
| --------- | ------------ | --------- |
| 1990–1994 | Dávid Imre   | független |
| 1994–1998 | Dávid Imre   | független |
| 1998–2002 | Dávid Imre   | független |
| 2002–2006 | Dávid Imre   | független |
| 2006–2010 | Benkő Sándor | független |
| 2010–2014 | Benkő Sándor | független |
| 2014–2019 | Benkő Sándor | független |
| 2019–2024 | Benkő Sándor | független |
| 2024–     | Benkő Sándor | független |

## Népesség
A település népességének változása:
| Lakosok száma | 493  | 496  | 514  | 584  | 473  | 497  | 500  |
|               | 2013 | 2014 | 2015 | 2021 | 2022 | 2023 | 2024 |

2001-ben a település lakosságának 99%-a magyar, 1%-a cigány nemzetiségűnek vallotta magát.
2007-től kezdődően Nagyvárad agglomerációja fokozatosan átnyúlt a határon, számos nagyváradi kezdett telket vásárolni és házat építeni Ártándon (és több környező településen is), a határmenti ingatlanárak ugyanis rendkívül kedvezőek voltak a határ túloldalán, Nagyvárad külvárosaiban vagy a környező falvakban érvényes árakhoz képest. Ennek következtében 2011-ben a falu lakosságának már 8%-a román volt.
A 2011-es népszámlálás során a lakosok 89,3%-a magyarnak, 3,3% cigánynak, 0,4% németnek, 0,2% örménynek, 7,9% románnak mondta magát (9,8% nem nyilatkozott; a kettős identitások miatt a végösszeg nagyobb lehet 100%-nál). A vallási megoszlás a következő volt: római katolikus 8,1%, református 49,5%, evangélikus 0,2%, görögkatolikus 0,7%, felekezeten kívüli 11,2% (23,4% nem válaszolt).
2022-ben a lakosság 81,6%-a vallotta magát magyarnak, 9,5% románnak, 1,5% cigánynak, 0,4% németnek, 2,7% egyéb, nem hazai nemzetiségűnek (16,9% nem nyilatkozott; a kettős identitások miatt a végösszeg nagyobb lehet 100%-nál). Vallásuk szerint 47,1% volt református, 8,9% római katolikus, 1,9% görög katolikus, 1,7% ortodox, 1,1% evangélikus, 2,5% egyéb keresztény, 0,6% egyéb katolikus, 5,9% felekezeten kívüli (30% nem válaszolt).

## Nevezetességei
- 1953-ban innen került elő egy i. e. 6. századból származó, feltehetően szkíta sírból származó, spártai emlékeket is tartalmazó régészeti leletegyüttes (ártándi lelet). A kincs fegyverekből, ékszerekből és bronz víztartó edényből áll; jelenleg a Budapesti Történeti Múzeumban őrzik.
- Platthy-kúria
- Hodossy-kastély
- Református templom (1822-ben épült, klasszicista stílusú)